# Jaromír Drábek
Jaromír Drábek (* 5. března 1965 Jablonec nad Nisou) je český politik, od roku 2009 do roku 2019 člen strany TOP 09 a v letech 2010 až 2013 poslanec Poslanecké sněmovny Parlamentu ČR zvolený jako lídr kandidátky TOP 09 v Ústeckém kraji. Od července 2010 do konce října 2012 zastával úřad ministra práce a sociálních věcí Nečasovy vlády.

## Život
Jako starší ze dvou sourozenců se narodil v roce 1965 v Jablonci nad Nisou. Oba jeho rodiče byli učitelé, stejně jako manželka Jindra Drábková, která je od roku 2001 odbornou asistentkou na Technické univerzitě v Liberci. Mají spolu dvě děti, Annu (* 1991) a Jana (* 1993).

## Vzdělání
Po maturitě na gymnáziu v Jablonci absolvoval studium na elektrotechnické fakultě ČVUT v oboru technické kybernetiky (1983–1988), v roce 1998 získal na této fakultě také doktorát v oboru řídicí technika. Po promoci působil jako výzkumný pracovník ve Výzkumném ústavu energetickém (1988–1993), odkud přešel do společnosti ABEGU, a. s., kde působil v letech 1996–2002 ve funkci ředitele.

## Profesní praxe
V letech 2002–2006 byl zastupitelem v Jablonci nad Nisou za KDU-ČSL, za kterou v roce 2006 neúspěšně kandidoval do Poslanecké sněmovny Parlamentu ČR. Nebyl členem žádné politické strany až do června 2009, kdy se stal členem přípravného výboru strany TOP 09. Za tuto stranu kandidoval v roce 2010 ve volbách do Poslanecké sněmovny Parlamentu ČR za Ústecký kraj. Do roku 2010 byl předsedou sdružení Národního výboru Mezinárodní obchodní komory v ČR.
Od roku 1993 se pohyboval na platformě hospodářské komory. Nejprve jako člen představenstva, později jako místopředseda a předseda Okresní hospodářské komory v Jablonci nad Nisou, odkud přešel do centrální Hospodářské komory ČR. V letech 2002– 2008 zastával funkci prezidenta Hospodářské komory ČR. Byl také členem Řídící rady evropského sdružení obchodních komor Eurochambers (2004–2008) a členem Hospodářské rady vlády. Vedle subjektů zaměřených na ekonomii zasahoval do věcí veřejných i z jiné strany, v zastupitelstvu rodného města usiloval o jeho rozvoj v rozpětí let 2002–2006.
26. května 2009 se stal spoluzakladatelem firmy iDTAX Česká republika, s.r.o., ve které byl statutárním zástupcem jeho pozdější první náměstek Bc. Vladimír Šiška. Jako společník byl Jaromír Drábek 2. listopadu 2009 z této firmy vymazán. Společnost iDTAX, která je od počátku roku 2011 vlastněna akciovou společností VÍTKOVICE s anonymními akciemi, se později stala jediným potenciálním dodavatelem „elektronických účtenek” pro kontrolu využívání tzv. sociálních karet, které prosazovalo ministerstvo práce a sociálních věcí pod Drábkovým vedením. 1. října 2012 byl Vladimír Šiška spolu s vedoucím odboru informatiky MPSV Milanem Hojerem zatčen a obviněn z podplácení. Společnost iDTAX v roce 2014 zanikla.
Od 13. července 2010 do 31. října 2012 byl ve vládě Petra Nečase ministrem práce a sociálních věcí. Pod jeho vedením ministerstvo připravilo a na konci roku 2011 předložilo Poslanecké sněmovně ke schválení novelu zákona o sociálně právní ochrany dětí (zákon č. 401/2012 Sb. ze dne 7. 11. 2012), která zlepšila podmínky pro výkon pěstounské péče (zejména její profesionalizací), čímž ale také zapříčinila uzavření mnoha center sociální pomoci ohroženým dětem (Klokánky, azylové domy, mediační centra).
V reakci na nález Ústavního soudu předložil a prosadil v roce 2010 tzv. malou důchodovou reformu, kterou došlo k odstranění nerovností ve výpočtu důchodů pro různé příjmové skupiny. V roce 2011 sjednotil strukturu Úřadů práce, což umožnilo sjednotit výplatu všech nepojistných sociálních dávek na jedno místo a tím významně snížit administrativní zátěž a provozní náklady sociálního systému.
Na počátku října 2012 oznámil, že ke konci měsíce rezignuje na ministerskou funkci. Důvodem se stalo rozhodnutí soudu, který vzal do vazby prvního náměstka ministerstva práce a sociálních věcí Vladimíra Šišku. Spolu s Drábkovým náměstkem čelil podezření z uplácení také vedoucí ministerského odboru informatiky Milan Hojer. 31. října rezignoval a prezident republiky jej odvolal z funkce.
Spekulovalo se o něm jako o kandidátovi TOP 09 pro volby do Evropského parlamentu v roce 2014. V polovině února 2014 však oznámil, že do Evropského parlamentu kandidovat nebude, protože nechce poškodit TOP 09.
V květnu roku 2018 jej policie společně s jeho bývalým již odsouzeným náměstkem Šiškou obvinila z dotačního podvodu. Podle obvinění měli státu způsobit škodu nejméně dvě miliardy korun prostřednictvím Fondu dalšího vzdělávání, kterému dali účelově vzniknout jen pro zneužívání evropských dotací určených na vzdělávání. Stíhání bylo zrušeno státním zastupitelstvím v září 2018 pro nezákonnost.
V lednu 2021 představil svůj koncept "občanského důchodu", což je forma základního nepodmíněného příjmu přizpůsobená podmínkám v Česku.